# Švédské hokejové hry 2004
Hokejový turnaj byl odehrán od 5.2.2004 - do 8.2.2004 v Stockholmu. Utkání Finsko - Česko bylo hráno v Helsinkách.

## Výsledky a tabulka
|    |         | SWE     | CZE    | RUS    | FIN    | V | VP | PP | P | Skóre | B |
| 1. | Švédsko | Švédsko | 4:0    | 5:3    | 4:0    | 3 | 0  | 0  | 0 | 13:3  | 9 |
| 2. | Česko   | 0:4     | Česko  | 3:2 PP | 2:1    | 1 | 1  | 1  | 0 | 5:7   | 5 |
| 3. | Rusko   | 3:5     | 2:3 PP | Rusko  | 4:1    | 1 | 1  | 1  | 0 | 9:9   | 4 |
| 4. | Finsko  | 0:4     | 1:2    | 1:4    | Finsko | 0 | 0  | 3  | 0 | 2:10  | 3 |

 Finsko -  Česko 1:2 (0:0, 0:1, 1:1)
5. února 2004 - Helsinki

Branky  Finsko : 45. Kuhta 

Branky  Česko : 35. Tomáš Vlasák, 49. Jan Novák

Rozhodčí: Vinnerborg (SWE) - Terho, Kekäläinen (FIN)

Vyloučení: 3:5 (0:2) navíc Jaroslav Hlinka (CZE) na 10 minut.

Diváků: 6 681
Finsko: Norrena - Mäntylä, Tuulola, Peltonen, Niemi, Kankaanerä, Niskala, Niskanen, Järventie - Kuhta, Immonen, J. Jokinen - Kallio, M. Koivu, Lind - Pesonon, Tähtinen, Pyörälä - Uhlbäck, Pakaslahti, Valtonen.
Česko: Málek - J. Novák, Hejda, Vykoukal, Hamr, Tesařík, Čáslava, Ptáček - Vlasák, J. Hlinka (22.-30. Šachl), Chabada - P. Sýkora, Divíšek, Marha - Průcha, Marek, Mikeska - Trávníček, Klepiš, Dlouhý.
 Švédsko -  Rusko 5:3 (1:1, 2:2, 2:0)
5. února 2004 - Stockholm

Branky  Švédsko: 14. Kahnberg, 22. Gustafsson, 37. Jönsson, 52. Höglund, 54. Nordgren 

Branky  Rusko: 12. Tverdovskij, 26. Zelepukin, 32. Bojkov.

Rozhodčí: Minář (CZE) - Ljungqvist, Smedman (SWE).

Vyloučení: 3:4 (1:1)

Diváků: 8 160
Švédsko: Lundqvist - Rhodin, T. Johansson, Sjödin, Gustafsson, M. Johansson, R. Sundin, Hallberg - Höglund, Jönsson, Nordström - Kahnberg, Davidsson, N. Andersson - Salomonsson, Karlberg, Bremberg - Nordgren, Hagos, Hedström.
Rusko: Sokolov - Tverdovskij, Juškjevič, Guskov, Čebaturkin, Kanarejkin, Skopincev, Maleňkych, Kondratěv - Sušinskij, Prokopjev, Bojkov - Krivokrasov, Bucajev, Baškirov - Zelepukin, Zinovjev, Ovečkin - Buturlin, Skugarev, Tkačenko.
 Rusko -  Finsko 4:1 (0:0, 4:0, 0:1)
7. února 2004 - Stockholm

Branky  Rusko: 30. Krivokrasov, 37. Tverdovskij, 38. Ovečkin, 39. Guskov

Branky  Finsko: 42. Kuhta

Rozhodčí: Lärking - Ulriksson, Smedman (SWE)

Vyloučení: 4:7 (2:0) navíc Kondratěv na 10 min. - Valtonen na 10 min.

Diváků: 11 063
Rusko: Podomackij - Tverdovskij, Čebaturkin, Guskov, Juškjevič, Maleňkych, Kondratěv, Kanarejkin, Oktabrjev - Sušinskij, Prokopjev, Bojkov - Krivokrasov, Bucajev, Baškirov - Zelepukin, Zinovjev, Ovečkin - Buturlin, Skugarev, Tkačenko.
Finsko: Bäckström (22. Norrena) - Peltonen, Niemi, Laponen, Niskanen, Järventie, Kankaanerä, Mäntylä, Tuulola - Uhlbäck, Pakaslahti, Valtonen - Pesonon, Tähtinen, Pyörälä - Lind, M. Koivu, J. Jokinen - Kallio, Immonen, Kuhta.
 Švédsko-  Česko 4:0 (1:0, 1:0, 2:0)
7. února 2004 - Stockholm

Branky  Švédsko: 11. Andersson, 22. Kahnberg, 42. Davidsson, 52. Bremberg

Branky  Česko: nikdo

Rozhodčí: Poljakov (RUS) - Karlberg, Takula (SWE)

Vyloučení: 5:3 (1:0)

Diváků: 13 850
Švédsko: H. Lundqvist - Rhodin, T. Johansson, Sjödin, Gustafsson, Hallberg, R. Sundin - Höglund, Jönsson, Nordström - Kahnberg, Davidsson, Andersson - Salomonsson, Karlberg, Bremberg - Nordgren, Franzén, Hedström.
Česko: Salfický - J. Novák, Hejda, Vykoukal, Hamr, Ptáček, Čáslava, Tesařík - Průcha, J. Hlinka, Vlasák - P. Sýkora, Divíšek, Marha - Šachl, Marek, Mikeska - Trávníček, Klepiš, Dlouhý, (42. L. Havel).
 Česko -  Rusko 3:2 PP (1:0, 0:1, 1:1 - 1:0)
8. února 2004 - Stockholm

Branky  Česko: 3. Petr Průcha, 51. Radek Hamr, 65. Tomáš Vlasák

Branky  Rusko: 28. Zinovjev, 9. Tverdovskij

Rozhodčí: T. Andersson - Karlberg, Ulriksson (SWE)

Vyloučení: 5:4 (0:1)

Diváků: 3 612
Česko: Málek - J. Novák, Hejda, Vykoukal, Hamr, Ptáček, Čáslava, Tesařík - Vlasák, J. Hlinka, Chabada - Průcha, Divíšek, Marha - P. Sýkora, Marek, Mikeska - Trávníček, Klepiš, Dlouhý - Šachl.
Rusko: Podomackij - Tverdovskij, Čebaturkin, Guškov, Juškevič, Maleňkych, Kondratěv, Kanarejkin, Oktabrjev - Sušinskij, Prokopjev, Bojkov - Krivokrasov, Bucajev, Baškirov - Zelepukin, Zinovjev, Ovečkin - Buturlin, Skugarev, Tkačenko.
 Švédsko -  Finsko 4:0 (2:0, 0:0, 2:0)
8. února 2004 - Stockholm

Branky  Švédsko: 8. Jönsson, 15. Davidsson, 44. Davidsson, 55. Höglund

Branky  Finsko: nikdo

Rozhodčí: Poljakov (Rus) - Ljungqvist, Takula (SWE)

Vyloučení: 6:4 (1:0)

Diváků: 13 850
Švédsko: Henriksson - Rhodin, T. Johansson, Sjödin, Gustafsson, Hallberg, R. Sundin - Höglund, Jönsson, Bremberg - Kahnberg, Davidsson, Andersson - Hedström, Karlberg, Salomonsson - Nordgren, Franzén, Hagos.
Finsko: Norrena - Mäntylä, Niemi, Peltonen, Tuulola, Niskanen, Loponen, Järventie, Kankaanperä - Kuhta, Immonen, Kallio - Vuotilainen, Tähtinen, Pyörälä - Pesonen, Pakaslahti, J. Jokinen - Valtonen, M. Koivu, Lind. Coach: Raimo Summanen.